# ICD-10 第12章:皮膚および皮下組織の疾患
本項は、『疾病及び関連保健問題の国際統計分類』第10版（ICD-10）の「第12章:皮膚および皮下組織の疾患」の一覧である。

## L00-L99 - 皮膚及び皮下組織の疾患

### (L00-L08)　皮膚及び皮下組織の感染症
- L00　ブドウ球菌性熱傷様皮膚症候群<ＳＳＳＳ>
- L01　膿か<痂>疹
  - L01.0　膿か<痂>疹[各病原体][各部位]
  - L01.1　その他の皮膚疾患の膿か<痂>疹化
- L02　皮膚膿瘍，せつ<フルンケル>及びよう<カルブンケル>
  - L02.0　顔面の皮膚膿瘍，せつ<フルンケル>及びよう<カルブンケル>
  - L02.1　頚部の皮膚膿瘍，せつ<フルンケル>及びよう<カルブンケル>
  - L02.2　体幹の皮膚膿瘍，せつ<フルンケル>及びよう<カルブンケル>
  - L02.3　殿部の皮膚膿瘍，せつ<フルンケル>及びよう<カルブンケル>
  - L02.4　(四)肢の皮膚膿瘍，せつ<フルンケル>及びよう<カルブンケル>
  - L02.8　その他の部位の皮膚膿瘍，せつ<フルンケル>及びよう<カルブンケル>
  - L02.9　皮膚膿瘍，せつ<フルンケル>及びよう<カルブンケル>，部位不明
- L03　蜂巣炎<蜂窩織炎>
  - L03.0　手指及び趾<足ゆび>の蜂巣炎＜蜂窩織炎>
  - L03.1　(四)肢のその他の部位の蜂巣炎<蜂窩織炎>
  - L03.2　顔面の蜂巣炎<蜂窩織炎>
  - L03.3　体幹の蜂巣炎<蜂窩織炎>
  - L03.8　その他の部位の蜂巣炎<蜂窩織炎>
  - L03.9　蜂巣炎<蜂窩織炎>，詳細不明
- L04　急性リンパ節炎
  - L04.0　顔面，頭部及び頚部の急性リンパ節炎
  - L04.1　体幹の急性リンパ節炎
  - L04.2　上肢の急性リンパ節炎
  - L04.3　下肢の急性リンパ節炎
  - L04.8　その他の部位の急性リンパ節炎
  - L04.9　急性リンパ節炎，部位不明
- L05　毛巣のう<嚢>胞
  - L05.0　膿瘍を伴う毛巣のう<嚢>胞
  - L05.9　膿瘍を伴わない毛巣のう<嚢>胞
- L08　皮膚及び皮下組織のその他の局所感染症
  - L08.0　膿皮症
  - L08.1　紅色陰せん<癬>
  - L08.8　皮膚及び皮下組織のその他の明示された局所感染症
  - L08.9　皮膚及び皮下組織の局所感染症，詳細不明

### (L10-L14)　水疱症
- L10　天疱瘡
  - L10.0　尋常性天疱瘡
  - L10.1　増殖性天疱瘡
  - L10.2　落葉状天疱瘡
  - L10.3　ブラジル天疱瘡[fogo selvagem]
  - L10.4　紅斑性天疱瘡
  - L10.5　薬物誘発性天疱瘡
  - L10.8　その他の天疱瘡
  - L10.9　天疱瘡，詳細不明
- L11　その他のアカントリーゼ<棘融解>性障害
  - L11.0　後天性毛包<のう<嚢>>性角化症
  - L11.1　一過性アカントリーゼ<棘融解>性皮膚症[グローバー病]
  - L11.8　その他の明示されたアカントリーゼ<棘融解>性障害
  - L11.9　アカントリーゼ<棘融解>性障害，詳細不明
- L12　類天疱瘡
  - L12.0　水疱性類天疱瘡
  - L12.1　瘢痕性類天疱瘡
  - L12.2　小児期の慢性水疱性疾患
  - L12.3　後天性表皮水疱症
  - L12.8　その他の類天疱瘡
  - L12.9　類天疱瘡，詳細不明
- L13　その他の水疱症
  - L13.0　疱疹状皮膚炎
  - L13.1　角層下膿疱症
  - L13.8　その他の明示された水疱症
  - L13.9　水疱症，詳細不明
- L14　他に分類される疾患における水疱症

### (L20-L30)　皮膚炎及び湿疹
- L20　アトピー性皮膚炎
  - L20.0　ベニエ痒疹
  - L20.8　その他のアトピー性皮膚炎
  - L20.9　アトピー性皮膚炎，詳細不明
- L21　脂漏性皮膚炎
  - L21.0　頭部脂漏
  - L21.1　脂漏性乳児皮膚炎
  - L21.8　その他の脂漏性皮膚炎
  - L21.9　脂漏性皮膚炎，詳細不明
- L22　おむつ<ナプキン>皮膚炎
- L23　アレルギー性接触皮膚炎
  - L23.0　金属によるアレルギー性接触皮膚炎
  - L23.1　接着剤によるアレルギー性接触皮膚炎
  - L23.2　化粧品によるアレルギー性接触皮膚炎
  - L23.3　医薬品の皮膚接触によるアレルギー性接触皮膚炎
  - L23.4　染料によるアレルギー性接触皮膚炎
  - L23.5　その他の化学物質によるアレルギー性接触皮膚炎
  - L23.6　食物の皮膚接触によるアレルギー性接触皮膚炎
  - L23.7　植物によるアレルギー性接触皮膚炎，食物を除く
  - L23.8　その他の因子によるアレルギー性接触皮膚炎
  - L23.9　アレルギー性接触皮膚炎，原因不明
- L24　刺激性接触皮膚炎
  - L24.0　洗剤による刺激性接触皮膚炎
  - L24.1　油脂及びグリースによる刺激性接触皮膚炎
  - L24.2　溶剤による刺激性接触皮膚炎
  - L24.3　化粧品による刺激性接触皮膚炎
  - L24.4　医薬品の皮膚接触による刺激性接触皮膚炎
  - L24.5　その他の化学物質による刺激性接触皮膚炎
  - L24.6　食物の皮膚接触による刺激性接触皮膚炎
  - L24.7　植物による刺激性接触皮膚炎，食物を除く
  - L24.8　その他の因子による刺激性接触皮膚炎
  - L24.9　刺激性接触皮膚炎，原因不明
- L25　詳細不明の接触皮膚炎
  - L25.0　化粧品による詳細不明の接触皮膚炎
  - L25.1　医薬品の皮膚接触による詳細不明の接触皮膚炎
  - L25.2　染料による詳細不明の接触皮膚炎
  - L25.3　その他の化学物質による詳細不明の接触皮膚炎
  - L25.4　食物の皮膚接触による詳細不明の接触皮膚炎
  - L25.5　植物による詳細不明の接触皮膚炎，食物を除く
  - L25.8　その他の因子による詳細不明の接触皮膚炎
  - L25.9　詳細不明の接触皮膚炎，原因不明
- L26　剥脱性皮膚炎
- L27　摂取物質による皮膚炎
  - L27.0　薬物及び薬剤による全身の発疹
  - L27.1　薬物及び薬剤による限局性の発疹
  - L27.2　摂取食物による皮膚炎
  - L27.8　その他の摂取物質による皮膚炎
  - L27.9　詳細不明の摂取物質による皮膚炎
- L28　慢性単純性苔せん<癬>及び痒疹
  - L28.0　慢性単純性苔せん<癬>
  - L28.1　結節性痒疹
  - L28.2　その他の痒疹
- L29　そう<掻>痒症
  - L29.0　肛門そう<掻>痒症
  - L29.1　陰のう<嚢>そう<掻>痒症
  - L29.2　陰門そう<掻>痒症
  - L29.3　肛門性器そう<掻>痒症，詳細不明
  - L29.8　その他のそう<掻>痒症
  - L29.9　そう<掻>痒症，詳細不明
- L30　その他の皮膚炎
  - L30.0　貨幣状皮膚炎
  - L30.1　異汗症[汗疱]
  - L30.2　自家感作性皮膚炎
  - L30.3　感染性皮膚炎
  - L30.4　紅斑性間擦疹
  - L30.5　白色ひこう<粃糠>疹
  - L30.8　その他の明示された皮膚炎
  - L30.9　皮膚炎，詳細不明

### (L40-L45)　丘疹落せつ<屑><りんせつ<鱗屑>>性障害
- L40　乾せん<癬>
  - L40.0　尋常性乾せん<癬>
  - L40.1　全身性膿疱性乾せん<癬>
  - L40.2　稽留性<連続性>先<肢>端皮膚炎
  - L40.3　掌蹠<手掌足底>膿疱症
  - L40.4　滴状乾せん<癬>
  - L40.5　関節障害性乾せん<癬>
  - L40.8　その他の乾せん<癬>
  - L40.9　乾せん<癬>，詳細不明
- L41　類乾せん<癬>
  - L41.0　急性痘瘡状苔せん<癬>状ひこう<粃糠>疹
  - L41.1　慢性苔せん<癬>状ひこう<粃糠>疹
  - L41.2　リンパ腫様丘疹症
  - L41.3　小局面状類乾せん<癬>
  - L41.4　大局面状類乾せん<癬>
  - L41.5　網状類乾せん<癬>
  - L41.8　その他の類乾せん<癬>
  - L41.9　類乾せん<癬>，詳細不明
- L42　バラ色ひこう<粃糠>疹
- L43　扁平苔せん<癬>
  - L43.0　肥厚性扁平苔せん<癬>
  - L43.1　水疱性扁平苔せん<癬>
  - L43.2　苔せん<癬>様薬物反応
  - L43.3　亜急性(活動性)扁平苔せん<癬>
  - L43.8　その他の扁平苔せん<癬>
  - L43.9　扁平苔せん<癬>，詳細不明
- L44　その他の丘疹落せつ<屑><りんせつ<鱗屑>>性障害
  - L44.0　毛孔性紅色ひこう<粃糠>疹
  - L44.1　光沢苔せん<癬>
  - L44.2　線状苔せん<癬>
  - L44.3　念<連>珠状紅色苔せん<癬>
  - L44.4　小児丘疹性先<肢>端皮膚炎[ジアノッティー・クロスティ病]
  - L44.8　その他の明示された丘疹落せつ<屑><りんせつ<鱗屑>>性障害
  - L44.9　丘疹落せつ<屑><りんせつ<鱗屑>>性障害，詳細不明
- L45　他に分類される疾患における丘疹落せつ<屑><りんせつ<鱗屑>>性障害

### (L50-L54)　じんま<蕁麻>疹及び紅斑
- L50　じんま<蕁麻>疹
  - L50.0　アレルギー性じんま<蕁麻>疹
  - L50.1　特発性じんま<蕁麻>疹
  - L50.2　寒冷及び温熱によるじんま<蕁麻>疹
  - L50.3　皮膚描記性じんま<蕁麻>疹
  - L50.4　振動性じんま<蕁麻>疹
  - L50.5　コリン作動性じんま<蕁麻>疹
  - L50.6　接触じんま<蕁麻>疹
  - L50.8　その他のじんま<蕁麻>疹
  - L50.9　じんま<蕁麻>疹，詳細不明
- L51　多形紅斑
  - L51.0　非水疱性多形紅斑
  - L51.1　水疱性多形紅斑
  - L51.2　中毒性表皮え<壊>死剥離症[ライエル<ライル>病]
  - L51.8　その他の多形紅斑
  - L51.9　多形紅斑，詳細不明
- L52　結節性紅斑
- L53　その他の紅斑性病態
  - L53.0　中毒性紅斑
  - L53.1　遠心性環状紅斑
  - L53.2　輪状紅斑
  - L53.3　その他の慢性地図状紅斑
  - L53.8　その他の明示された紅斑性病態
  - L53.9　紅斑性病態，詳細不明
- L54　他に分類される疾患における紅斑
  - L54.0　急性リウマチ熱における輪状紅斑(Ｉ00†)
  - L54.8　他に分類されるその他の疾患における紅斑

### (L55-L59)　皮膚及び皮下組織の放射線非電離及び電離に関連する障害
- L55　日焼け
  - L55.0　日焼け，第１度
  - L55.1　日焼け，第２度
  - L55.2　日焼け，第３度
  - L55.8　その他の日焼け
  - L55.9　日焼け，詳細不明
- L56　紫外線によるその他の急性皮膚変化
  - L56.0　薬物性光毒性反応
  - L56.1　薬物性光アレルギー性反応
  - L56.2　光接触皮膚炎[ベルロック<香水>皮膚炎]
  - L56.3　日光じんま<蕁麻>疹
  - L56.4　多形日光疹
  - L56.8　紫外線によるその他の明示された急性皮膚変化
  - L56.9　紫外線による急性皮膚変化，詳細不明
- L57　非電離放射線の慢性曝露による皮膚変化
  - L57.0　日光角化症
  - L57.1　光線類細網症
  - L57.2　項部菱形皮膚
  - L57.3　シバッテの多形皮膚萎縮症
  - L57.4　老人性し<弛>緩性皮膚
  - L57.5　光線肉芽腫
  - L57.8　非電離性放射線の慢性曝露によるその他の皮膚変化
  - L57.9　非電離性放射線の慢性曝露による皮膚変化，詳細不明
- L58　放射線皮膚炎
  - L58.0　急性放射線皮膚炎
  - L58.1　慢性放射線皮膚炎
  - L58.9　放射線皮膚炎，詳細不明
- L59　皮膚及び皮下組織の放射線に関連するその他の障害
  - L59.0　温熱性<日焼け>紅斑[温熱性皮膚炎]
  - L59.8　皮膚及び皮下組織の放射線に関連するその他の明示された障害
  - L59.9　皮膚及び皮下組織の放射線に関連する障害，詳細不明

### (L60-L75)　皮膚付属器の障害
- L60　爪の障害
  - L60.0　かん<嵌>入爪(甲)
  - L60.1　爪(甲)剥離症
  - L60.2　爪(甲)鉤弯症
  - L60.3　爪栄養障害
  - L60.4　ボー線<爪横溝症>
  - L60.5　黄色爪症候群
  - L60.8　その他の爪の障害
  - L60.9　爪の障害，詳細不明
- L62　他に分類される疾患における爪の障害
  - L62.0　(太鼓)ばち爪強皮骨膜症(Ｍ89.4†)
  - L62.8　他に分類されるその他の疾患における爪の障害
- L63　円形脱毛症
  - L63.0　完全(頭部)脱毛症
  - L63.1　全身性脱毛症
  - L63.2　蛇行状脱毛症
  - L63.8　その他の円形脱毛症
  - L63.9　円形脱毛症，詳細不明
- L64　男性ホルモン性脱毛症
  - L64.0　薬物誘発性男性ホルモン性脱毛症
  - L64.8　その他の男性ホルモン性脱毛症
  - L64.9　男性ホルモン性脱毛症，詳細不明
- L65　その他の非瘢痕性脱毛症
  - L65.0　休止期性脱毛
  - L65.1　成長期性脱毛
  - L65.2　ムチン沈着性脱毛症
  - L65.8　その他の明示された非瘢痕性脱毛症
  - L65.9　非瘢痕性脱毛症，詳細不明
- L66　瘢痕性脱毛症
  - L66.0　萎縮性脱毛症
  - L66.1　毛孔性扁平苔せん<癬>
  - L66.2　脱毛性毛包<のう<嚢>>炎
  - L66.3　頭部膿瘍性毛包<のう<嚢>>周囲炎
  - L66.4　瘢痕性紅斑性網様毛包<のう<嚢>>炎
  - L66.8　その他の瘢痕性脱毛症
  - L66.9　瘢痕性脱毛症，詳細不明
- L67　毛髪の色及び毛幹の異常
  - L67.0　結節性裂毛症
  - L67.1　毛髪の色の変化
  - L67.8　その他の毛髪の色及び毛幹の異常
  - L67.9　毛髪の色及び毛幹の異常，詳細不明
- L68　多毛症
  - L68.0　男性型多毛症
  - L68.1　後天性生毛性多毛症
  - L68.2　限局性多毛症
  - L68.3　多毛症
  - L68.8　その他の多毛症
  - L68.9　多毛症，詳細不明?
- L70　座瘡<アクネ>
  - L70.0　尋常性座瘡<アクネ>
  - L70.1　集簇性座瘡<アクネ>
  - L70.2　痘瘡性座瘡<アクネ>
  - L70.3　熱帯性座瘡<アクネ>
  - L70.4　小児座瘡<アクネ>
  - L70.5　若年性女子表皮剥離性座瘡<アクネ>
  - L70.8　その他の座瘡<アクネ>
  - L70.9　座瘡<アクネ>，詳細不明
- L71　しゅさ<酒渣>
  - L71.0　口囲皮膚炎
  - L71.1　しゅさ<酒渣>鼻<鼻瘤>
  - L71.8　その他のしゅさ<酒渣>
  - L71.9　しゅさ<酒渣>，詳細不明
- L72　皮膚及び皮下組織の毛包のう<嚢>胞
  - L72.0　表皮のう<嚢>胞
  - L72.1　毛鞘性のう<嚢>胞
  - L72.2　多発性脂腺のう<嚢>胞(症)
  - L72.8　皮膚及び皮下組織のその他の毛包のう<嚢>胞
  - L72.9　皮膚及び皮下組織の毛包のう<嚢>胞，詳細不明
- L73　その他の毛包障害
  - L73.0　ケロイド座瘡<アクネ>
  - L73.1　須毛偽毛包<のう<嚢>>炎
  - L73.2　化膿性汗腺炎
  - L73.8　その他の明示された毛包障害
  - L73.9　毛包障害，詳細不明
- L74　エクリン汗腺の障害
  - L74.0　紅色汗疹
  - L74.1　水晶様汗疹
  - L74.2　深在性汗疹
  - L74.3　汗疹，詳細不明
  - L74.4　無汗症
  - L74.8　その他のエクリン汗腺の障害
  - L74.9　エクリン汗腺の障害，詳細不明
- L75　アポクリン汗腺の障害
  - L75.0　臭汗症
  - L75.1　色汗症
  - L75.2　アポクリン汗疹
  - L75.8　その他のアポクリン汗腺の障害
  - L75.9　アポクリン汗腺の障害，詳細不明

### (L80-L99)　皮膚及び皮下組織のその他の障害
- L80　白斑
- L81　その他の色素異常症
  - L81.0　炎症後色素沈着症
  - L81.1　肝斑<しみ>
  - L81.2　雀卵斑<そばかす>
  - L81.3　カフェオレ斑
  - L81.4　その他のメラニン色素沈着過度
  - L81.5　白斑，他に分類されないもの
  - L81.6　その他のメラニン形成減少症
  - L81.7　色素性紫斑性皮膚症
  - L81.8　その他の明示された色素異常症
  - L81.9　色素異常症，詳細不明
- L82　脂漏性角化症
- L83　黒色表皮腫
- L84　うおのめ<鶏眼>及びべんち<胼胝>
- L85　その他の表皮肥厚
  - L85.0　後天性魚りんせん<鱗癬>
  - L85.1　後天性掌蹠<手掌足底>角化症[角皮症]
  - L85.2　点状(掌蹠<手掌足底>)角化症
  - L85.3　皮膚乾燥症<乾皮症>
  - L85.8　その他の明示された表皮肥厚
  - L85.9　表皮肥厚，詳細不明
- L86　他に分類される疾患における角皮症
- L87　経表皮性排除疾患
  - L87.0　真皮貫通性毛包<のう<嚢>>性・傍毛包<のう<嚢>>性角化症[キルレ病]
  - L87.1　反応性穿孔性膠原線維症
  - L87.2　蛇行性穿孔性弾力線維症
  - L87.8　その他の経表皮性排除疾患
  - L87.9　経表皮性排除疾患，詳細不明
- L88　え<壊>疽性膿皮症
- L89　じょく<褥>瘡性潰瘍
- L90　皮膚の萎縮性障害
  - L90.0　硬化性萎縮性苔せん<癬>
  - L90.1　シュヴェニンガー・ブッジィの斑状皮膚萎縮症
  - L90.2　ヤダッソン･ペリツァリｨの斑状皮膚萎縮症
  - L90.3　パシーニ及びピェリーニの皮膚萎縮症
  - L90.4　慢性萎縮性肢端皮膚炎
  - L90.5　皮膚の瘢痕状態及び線維症
  - L90.6　線状皮膚萎縮症
  - L90.8　皮膚のその他の萎縮性障害
  - L90.9　皮膚の萎縮性障害，詳細不明
- L91　皮膚の肥厚性障害
  - L91.0　ケロイド瘢痕
  - L91.8　皮膚のその他の肥厚性障害
  - L91.9　皮膚の肥厚性障害，詳細不明
- L92　皮膚及び皮下組織の肉芽腫性障害
  - L92.0　環状肉芽腫
  - L92.1　リポイド類え<壊>死症，他に分類されないもの
  - L92.2　顔面肉芽腫[皮膚の好酸球性肉芽腫]
  - L92.3　皮膚及び皮下組織の異物肉芽腫
  - L92.8　皮膚及び皮下組織のその他の肉芽腫性障害
  - L92.9　皮膚及び皮下組織の肉芽腫性障害，詳細不明
- L93　エリテマトーデス<紅斑性狼瘡>
  - L93.0　円板状エリテマトーデス<紅斑性狼瘡><ＤＬＥ>
  - L93.1　亜急性皮膚エリテマトーデス<紅斑性狼瘡>
  - L93.2　その他の限局性エリテマトーデス<紅斑性狼瘡>
- L94　その他の限局性結合組織障害
  - L94.0　斑状強皮症[モルフェア]
  - L94.1　線状強皮症
  - L94.2　皮膚石灰沈着症
  - L94.3　手指硬化症
  - L94.4　ゴットロン丘疹
  - L94.5　血管性多形皮膚萎縮症
  - L94.6　アインフム<特発性指趾離断症>
  - L94.8　その他の明示された限局性結合組織障害
  - L94.9　限局性結合組織障害，詳細不明
- L95　皮膚に限局した血管炎，他に分類されないもの
  - L95.0　皮斑様血管炎
  - L95.1　持続性隆起性紅斑
  - L95.8　皮膚に限局したその他の血管炎
  - L95.9　皮膚に限局した血管炎，詳細不明
- L97　下肢の潰瘍，他に分類されないもの
- L98　皮膚及び皮下組織のその他の障害，他に分類されないもの
  - L98.0　化膿性肉芽腫
  - L98.1　人工皮膚炎
  - L98.2　(急性)熱性好中球性皮膚症[スウィート症候群]
  - L98.3　好酸球性蜂巣炎<蜂窩織炎>[ウェルズ病]
  - L98.4　皮膚の慢性潰瘍，他に分類されないもの
  - L98.5　皮膚のムチン(沈着)症
  - L98.6　皮膚及び皮下組織のその他の浸潤性障害
  - L98.8　皮膚及び皮下組織のその他の明示された障害
  - L98.9　皮膚及び皮下組織の障害，詳細不明
- L99　他に分類される疾患における皮膚及び皮下組織のその他の障害
  - L99.0　皮膚のアミロイドーシス<アミロイド症>
  - L99.8　他に分類される疾患における皮膚及び皮下組織のその他の明示された障害